# 장산 장병준 묘
장산 장병준 묘는 전라남도 신안군 장산면 대리에 있다. 2000년 1월 31일 신안군의 향토유적 제27호로 지정되었다.

## 개요
장병준은 1919년 3월 18일 무안에서 만세운동을 주도하여 일경의 체포령이 내리자 상해로 망명하여 임시정부 의정원 재무부차장으로 활약했다.